# Folioceros vesiculosus
Folioceros vesiculosus là một loài rêu trong họ Anthocerotaceae. Loài này được Austin D.C. Bhardwaj mô tả khoa học đầu tiên năm 1975.